# Cancer Minor

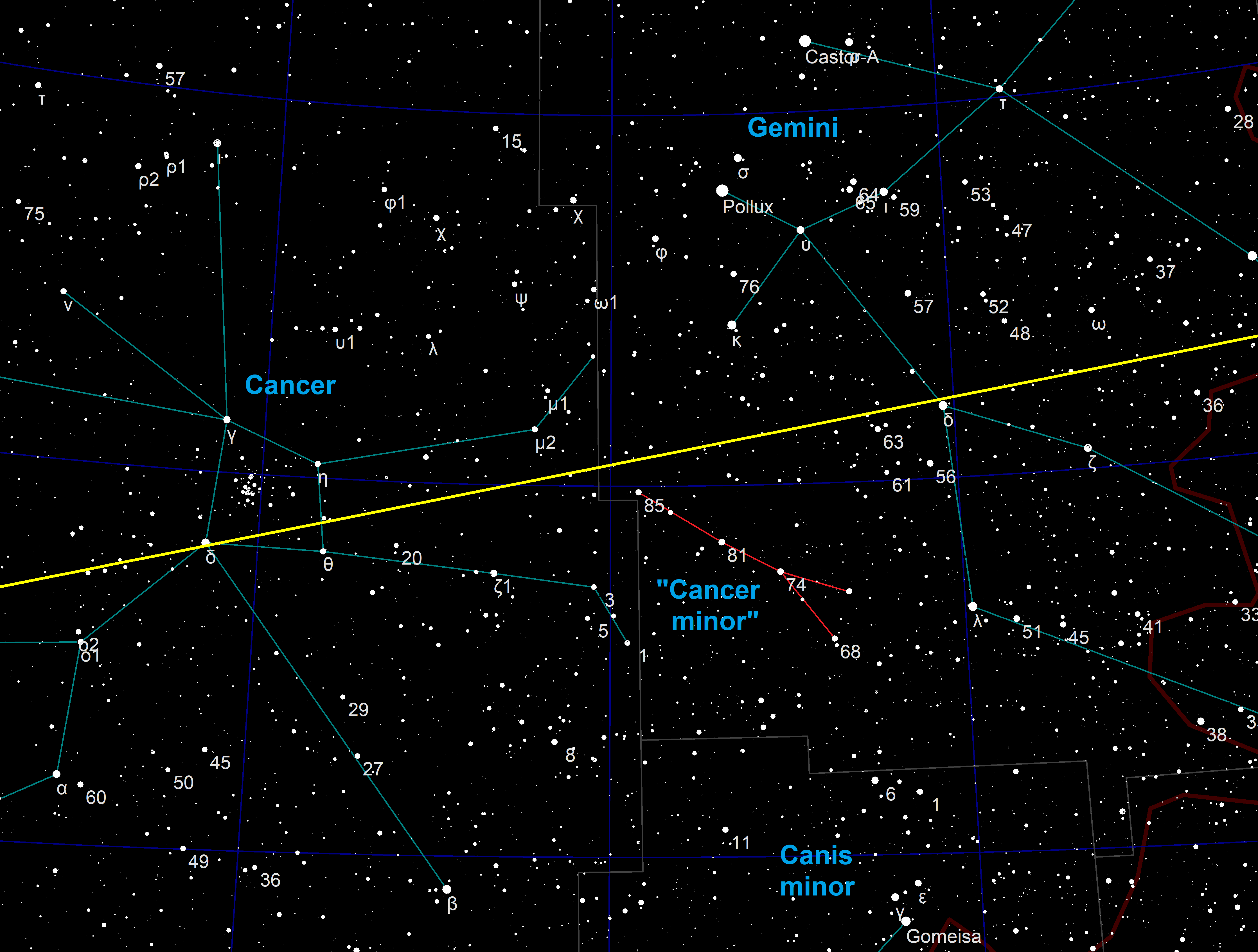
Cuatro estrellas de quinta magnitud en Géminis representan la constelación.

Cancer Minor o el Cagrejo Menor («cagrejo pequeño») es una antigua y difusa constelación creada por Petrus Plancius que aparece por vez primera en 1613, compuesta por estrellas débiles de Géminis junto a Cáncer. Se usó durante parte del siglo XVII, pero ya estaba en desuso para el siglo XVIII.

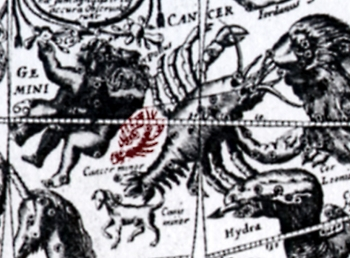
Detalle de Atlas Coelestis, 1681 (Mapa mostrado en imagen especular, desde fuera de la esfera celeste)

- Datos: Q2553852